# Västerås, Köpings och Enköpings valkrets
Västerås, Köpings och Enköpings valkrets var vid riksdagsvalen till andra kammaren 1866-1875 en egen valkrets med ett mandat. Valkretsen omfattade städerna Västerås, Köpings och Enköping, men avskaffades inför valet 1878, då Enköping överfördes till Stockholms läns stadsvalkrets medan de båda andra städerna bildade Västerås och Köpings valkrets.

## Riksdagsledamöter
- Daniel Olauson, min 1867, nylib 1868 (1867–1868)
- Curry Treffenberg (1869)
- Lars Magnus Altin (1870–1872)
- Curry Treffenberg (1873–1875)
- Carl Wilhelm Linder (1876–1878)